# ديفيد دوغلاس (مخرج)
ديفيد دوغلاس (بالإنجليزية: David Douglas)‏ هو مخرج أمريكي، ولد في 1953.

## وصلات خارجية
- ديفيد دوغلاس على موقع IMDb (الإنجليزية)
- ديفيد دوغلاس على موقع ألو سيني (الفرنسية)
- ديفيد دوغلاس على موقع أول موفي (الإنجليزية)
- ديفيد دوغلاس على موقع قاعدة بيانات الأفلام السويدية (السويدية)
- ديفيد دوغلاس على موقع قاعدة بيانات الفيلم (الإنجليزية)
- ديفيد دوغلاس على موقع كينوبويسك (الروسية)